# Маринкола, Джон
Джон Маринкола (англ. John M. (Mark) Marincola; род. 1954, Филадельфия, Пенсильвания) — американский филолог-классик, специалист по греческой и римской историографии и риторике. Доктор философии (1985), именной профессор (эмерит) Университета штата Флорида. Президент Общества классических исследований (2015-16).
Получил степень бакалавра BA по антиковедению (1979). Учился в Суортмор-колледже, Пенсильванском и Брауновском университетах, в последнем получил докторскую степень. Преподавал в колледже Святого Креста в Массачусетсе, нью-йоркском Юнион-колледже, Нью-Йоркском университете. В 1997-99 исполнительный директор Американской филологической ассоциации.
В настоящее время занят рядом проектов, посвященных Плутарху: изучает его эссе «О злобе Геродота», а также редактирует перевод в серии Penguin — The Rise and Fall of Athens.
Управляющий редактор онлайн-журнала Histos, ныне редактор-эмерит. Являлся его соредактором вместе с Джоном Моулзом.
Автор Authority and Tradition in Ancient Historiography (Cambridge, 1997) {Рец. Donald Lateiner}, Greek Historians (Greece and Rome New Surveys in the Classics 31, Oxford 2001), (совместно с Michael A. Flower) Herodotus: Histories Book IX (2002). Редактор A Companion to Greek and Roman Historiography (2007) и Oxford Readings in Greek and Roman Historiography (2010). Соредактор The Cambridge Companion to Herodotus (2006) и Ancient Historiography and its Contexts:Studies in Honour of A. J. Woodman (2009). Также редактировал издание Penguin — Herodotus’ Histories (1996; и исправленное издание, 2003); редактор двухтомника The Collected Papers of J. L. Moles. Переводчик Ксенофонта.
В честь Дж. Маринколы вышел том The Authoritative Historian: Tradition and Innovation in Ancient Historiography.